# Suchoj Su-6
Suchoj Su-6 byl prototypem sovětského bitevního letounu vyvíjeným v období druhé světové války, jehož vývoj začal  roku 1939. Z jednomístné varianty letounu Su-6 měl vycházet výškový stíhací letoun Su-7 se smíšeným pohonem (raketový a pístový).

## Vývoj
Konstrukční kancelář OKB Suchoj zahájila v létě roku 1939 práci na vývoji jednomístného pancéřovaného letounu pro útoky na pozemní cíle. 4. března 1940 pak byla zadána objednávka na výrobu dvou prototypů s motorem M-71. Z nichž první byl zalétán pilotem A. I. Kokinem 1. března 1941. První let byl opožděn i kvůli stěhování konstrukční kanceláře na nové místo OKB-289. Letoun byl srovnáván s Iljušinem Il-2, přičemž vycházel lépe v rychlosti, stoupavosti a měl lepší vzletové a přistávací vlastnosti, slabinou byla naopak slabá výzbroj postrádající kanóny. Zkoušky nebyly dokončeny kvůli vyčerpání životnosti motoru.
V červnu 1942 došlo k objednání 25 jednomístných letounů s motory M-71, ale bylo vyrobeno nakonec jen pět letounů. 
Ve stejné době začal Suchoj pracovat s podporou ministra letectví A. I. Šachurina na úpravách Su-6 s motorem M-71F, který měl vyřešit připomínky a odstranit nedostatky zjištěné během testování. Když byl stroj téměř upravený, vznikl požadavek na dvoumístný stroj (reakce na potřebu palubního střelce u zprvu jednomístného letounu Il-2). Dvoumístná varianta, tak vzlétla až 6. března 1943.
Su-6 s motorem M-71F prošel státními zkouškami, ale motor M-71F se ukázal jako nedostupný z důvodu nedostatečných výrobních kapacit. Musel být nahrazen motorem AM-42. Koncem dubna 1944 došlo k dokončení továrních zkoušek, v květnu téhož roku byl prototyp předán  ke státním zkouškám, kde byl srovnáván s typem Iljušin Il-10, který následně uspěl a od výroby Su-6 bylo upuštěno.
Přestože se letoun nedostal do sériové výroby, byl Pavel Osipovič Suchoj oceněn Stalinovou cenou 1. stupně.

## Su-7
V rámci experimentu byl základní prototyp jednomístného letounu Su-6 upraven na výškový stíhací letoun s kombinovaným pohonem. Novou pohonnou jednotkou byl pístový motor Aš-82FN s dvojicí turbodmychadel TK-3 v přídi letounu a raketovým motorem Gluško RD-1-ChZ v ocasní části letounu. K výkonu 1 380 kW pístového motoru se tak mohl přidat tah 2,9 kN po dobu 4 minut. Jediný Su-7 byl dokončen v roce 1944. Během letových zkoušek roku 1945 explodoval raketový motor, což vedlo ke ztrátě letounu, pilot nepřežil.

## Varianty
- Su-6 (81) – první prototyp
- Su-6 (82) – druhý prototyp
- Suchoj Su-6 SA – bylo plánováno 25 letounů, z toho bylo postaveno jen 5
- Suchoj Su-6 SV – dvojice letounů se čtyřlistou vrtulí a motorem AŠ-71F, není jisté zda šlo o přestavbu nebo o výrobu[5]
- Suchoj Su-6 S2A – prototyp dvoumístného bitevního letounu
- Suchoj Su-6 AM-42 – upravovaný původní prototyp, u konečného provedení byl nahrazen 37 mm kanón lehčím kanónem VJa-23 ráže 23 mm s možností opětovně namontovat 37 mm kanón

## Specifikace letounu
| Model                            | Su-6/81            | Su-6/82               | Su-6/VS                                                       | Su-6M-71F                                                                        | Su-6 AM-42 březen 1944                                                           | Su-6 AM-42 červenec 1944                                                         |
| -------------------------------- | ------------------ | --------------------- | ------------------------------------------------------------- | -------------------------------------------------------------------------------- | -------------------------------------------------------------------------------- | -------------------------------------------------------------------------------- |
| Posádka                          | 1                  | 1                     | 1                                                             | 2                                                                                | 2                                                                                | 2                                                                                |
| Motor                            | M-71               | M-71                  | M-71F                                                         | M-71F                                                                            | AM-42                                                                            | AM-42                                                                            |
| Výkon (kW/k)                     | 1700/2000          | 1700/2000             | 1850/2200                                                     | 1850/2200                                                                        | 1770/2000                                                                        | 1770/2000                                                                        |
| Délka(m)                         | 9,133              | 9,243                 | 9,243                                                         | 9,243                                                                            | 9,5                                                                              | 9,5                                                                              |
| Rozpětí (m)                      | 13,5               | 13,5                  | 13,5                                                          | 13,5                                                                             | 13,58                                                                            | 13,58                                                                            |
| Výška (m)                        | 3,983              | 3,89                  | 3,89                                                          | 3,89                                                                             | 3,98                                                                             | 3,98                                                                             |
| Nosná plocha (m²)                | 26,0               | 26,0                  | 26,0                                                          | 26,0                                                                             | 28,6                                                                             | 28,6                                                                             |
| Prázdná hmotnost (kg)            | 3187               | 3727                  | 3835                                                          | 4110                                                                             | 4370                                                                             | 4366                                                                             |
| Maximální vzletová hmotnost (kg) | 4297               | 5450                  | 5652                                                          | 5934                                                                             | 6200                                                                             | 6200                                                                             |
| Maximální rychlost (km/h)        | 566                | 527                   | 586                                                           | 514                                                                              | 519                                                                              | 521                                                                              |
| Maximální dolet (km)             | 700                | 576                   |                                                               | 973                                                                              | 850                                                                              | 790                                                                              |
| Dostup (m)                       | 10 500             | 7600                  |                                                               | 8100                                                                             |                                                                                  | 8100                                                                             |
| Hlavňová výzbroj                 | 6 × 7,62 mm        | 2 × 23 mm 4 × 7,62 mm | 2 × 37 mm 2 × 7,62 mm                                         | 2 × 37 mm 2 × 7,62 mm 1 × 12,7 mm                                                | 2 × 37 mm 2 × 7,62 mm 1 × 12,7 mm                                                | 2 × 23 mm 2 × 7,62 mm 1 × 12,7 mm                                                |
| Bombová výzbroj                  | 400 kg v pumovnici | 400 kg v pumovnici    | 400 kg v pumovnici nebo 10 neřízených raket RS-82 nebo RS-132 | 200 kg v pumovnici 200 kg pod křídlem nebo 10 neřízených raket RS-82 nebo RS-132 | 200 kg v pumovnici 200 kg pod křídlem nebo 10 neřízených raket RS-82 nebo RS-132 | 200 kg v pumovnici 200 kg pod křídlem nebo 10 neřízených raket RS-82 nebo RS-132 |